# District de Frýdek-Místek
Le district de Frýdek-Místek (en tchèque : okres Frýdek Místek) est un des six districts de la région de Moravie-Silésie, en Tchéquie. Son chef-lieu est la ville de Frýdek-Místek.

## Liste des communes
Le district compte 72 communes, dont 6 ont le statut de ville (město, en gras) et 0 celui de bourg (městys, en italique) :
Baška • Bílá • Bocanovice • Brušperk • Bruzovice • Bukovec • Bystřice • Čeladná • Dobrá • Dobratice • Dolní Domaslavice • Dolní Lomná • Dolní Tošanovice • Fryčovice • Frýdek-Místek • Frýdlant nad Ostravicí • Hnojník • Horní Domaslavice • Horní Lomná • Horní Tošanovice • Hrádek • Hrčava • Hukvaldy • Jablunkov • Janovice • Kaňovice • Komorní Lhotka • Košařiska • Kozlovice • Krásná • Krmelín • Kunčice pod Ondřejníkem • Lhotka • Lučina • Malenovice • Metylovice • Milíkov • Morávka • Mosty u Jablunkova • Návsí • Nižní Lhoty • Nošovice • Nýdek • Ostravice • Palkovice • Paskov • Pazderna • Písečná • Písek • Pražmo • Pržno • Pstruží • Raškovice • Ropice • Řeka • Řepiště • Sedliště • Smilovice • Soběšovice • Staré Hamry • Staré Město • Staříč • Střítež • Sviadnov • Třanovice • Třinec • Vělopolí • Vendryně • Vojkovice • Vyšní Lhoty • Žabeň • Žermanice

## Principales villes
Population des principales villes du district au 1er janvier 2024 et évolution depuis le 1er janvier 2023 :
| Frýdek-Místek          | 53 938 | en diminution   |
| Třinec                 | 34 266 | en diminution   |
| Frýdlant nad Ostravicí | 9 923  | en augmentation |
| Bystřice               | 5 266  | en diminution   |
| Jablunkov              | 5 257  | en diminution   |
| Vendryně               | 4 486  | en diminution   |
| Brušperk               | 4 157  | en augmentation |
| Paskov                 | 3 913  | en augmentation |
| Návsí                  | 3 841  | en augmentation |
| Mosty u Jablunkova     | 3 687  | en diminution   |